# Şafak Şengül
Şafak Şengül (* 9. Juli 1994 in Mainz) ist eine deutsche Schauspielerin.

## Leben
Şafak Şengül wuchs in ihrer Geburtsstadt Mainz auf und studierte zunächst an der Johannes Gutenberg-Universität die Fächer Kulturanthropologie, Filmwissenschaft, Theaterwissenschaft und Anglistik, welche sie mit dem Bachelor of Arts abschloss. Von 2019 bis 2023 absolvierte sie die Schauspielausbildung an der Hochschule für Musik und Theater Rostock und erhielt ihr Diplom mit Auszeichnung. Bereits während des Studiums wurde sie von ihrem Filmschauspiel-Dozenten Andreas Dresen für sein laufendes Projekt Rabiye Kurnaz gegen George W. Bush besetzt. Parallel dazu wurde sie im 3. Jahr der Schauspielschule Ensemblemitglied im Staatstheater Hannover unter der Intendanz von Sonja Anders. Mit dem Abschluss der Schauspielschule wechselte sie nach zwei Spielzeiten in die Münchner Kammerspiele unter der Intendanz von Barbara Mundel, wo sie bis 2024 Ensemblemitglied war. Şafak Şengül wohnt in Berlin.

## Filmografie
- 2020: Hyperland (Fernsehfilm, Regie: Mario Sixtus)
- 2020: Rabiye Kurnaz gegen George W. Bush (Kinofilm, Regie: Andreas Dresen)
- 2022: Clashing Differences (Fernsehserie, Regie: Merle Grimme)
- 2022: Bianca Fucks Fear (Kurzfilm, Regie: Anna Schimrigk)
- 2022: Erlkönigin (Kurzfilm, Regie: Benjamin Kramme)
- 2022: Freunde sind Meer – Zur Feier des Tages (Fernsehserie, Regie: Dagmar Seume)
- 2022: Retoure (Fernsehserie, Folge 2, Regie: Torsten Wacker)
- 2023: Pöbel MC – Mea Culpa (Musikvideo)
- 2023: KraNK (Streamingserie, Regie: Fabian Möhrke, Alex Schaad)
- 2024: Alter weißer Mann (Kinofilm, Regie: Simon Verhoeven)

## Theater
- 2020: Herr Puntila und sein Knecht Matti (Volkstheater Rostock, Regie: Elina Finkel)
- 2021: R-Faktor. Das Unfassbare (Münchner Kammerspiele, Regie: Ayşe Güvendiren)
- 2021: Anatomy of a Suicide (Staatstheater Hannover, Regie: Lilja Rupprecht)
- 2022: Mio, Mein Mio (Staatstheater Hannover, Regie: Florian Fiedler)
- 2022: Volksfeind (Staatstheater Hannover, Regie: Stephan Kimmig)
- 2022: Every Heart is Built Around a Memory (Staatstheater Hannover, Regie: Friederike Heller)
- 2023: Die Geschichte von David & Goliath (Münchner Kammerspiele, Staatstheater Hannover, Regie: Ayşe Güvendiren)
- 2023:  Brynhild (Nibelungenfestspiele Worms, Regie: Pınar Karabulut)
- 2024: In Ordnung (Münchner Kammerspiele, Regie: Doris Uhlich)
- 2024: Doping (Münchner Kammerspiele, Regie: Nora Abdel-Maksoud)

## Auszeichnungen
- 2012: Jugend Musiziert, Bundespreis Kategorie Musical/Gesang
- 2019: Deutschlandstipendium
- 2020: Ad Infinitum Foundation Stipendium
- 2021: 1. Preis der Körber-Stiftung für „R-Faktor“
- 2022: Theater Heute, Nachwuchskünstlerin des Jahres (nominiert)
- 2023: Förderpreis Neues Deutsches Kino beim Filmfest München, beste Nachwuchsschauspielerin (nominiert)
- 2023: Big Audience Award, First Steps für „Clashing Differences“
- 2023: Jurymitglied der Internationalen Hofer Filmtage, Kategorie Neues Deutsches Kino